# Кечеджі Олександр Гаврилович
Олександр Гаврилович Кечеджі́ (нар. 1 квітня 1918, Маріуполь — пом. 20 січня 2006, Маріуполь) — український живописець; член Спілки радянських художників України з 1970 року.

## Біографія
Народився 1 квітня 1918 року в місті Маріуполі (нині Україна) в робітничій сім'ї. Після закінчення у 1935 році семи класів школи фабрично-заводського учнівства, два роки працював на заводі «Азовсталь». Протягом 1937—1941 років навчався на живописному факультеті в Одеському художньому училище, де його викладачами були зокрема Євген Буковецький і Данило Крайнєв.
З 1941 року брав участь у німецько-радянській війні. Захищав Одесу. Був контужений. Після лікування знову брав участь у бойових діях, був двічі тяжко поранений. Перемогу зустрів у шпиталі. Нагороджений орденом Вітчизняної війни ІІ ступеня (6 квітня 1985).
З 1946 року працював в артілях «Червоний живопис», «Азовець», у 1951—1978 роках — в Художньому фонді УРСР. Жив у Маріуполі в будинку на бульварі Богдана Хмельницького, № 3, квартира 45, потім на вулиці Лавицького, № 4, квартира 50. Помер у Маріуполі 20 січня 2006 року.

## Творчість
Працював в галузі станкового і монументального живопису. У реалістичному стилі створював портрети, пейзажі, натюрморти. Серед робіт:
- «Портрет старого більшовика Д. І. Бахтадзе» (1958);
- «Портрет горнового заводу «Запоріжсталь» А. Ликова» (1959);
- «Автопортрет» (кінець 1950-х; 1971);
- «Металург Ликов» (1960);
- «Дівчинка у червоній хустинці» (1960-ті);
- «Рибалка (Сташевський)» (1960-ті);
- «Горнові» (1967, диплом І ступеня Спілки художників України);
- «Портрет металурга Чекарьова» (1968);
- «Хлібороби» (1970, диплом І ступеня Спілки художників України);
- «Капітан першого рангу Лобишев» (1975);
- «Діти і море» (1978);
- «Т. Яхнов» (1980-ті);
- «Л. Дикий» (1980-ті);
- «Сталевар Шепель» (1980-ті);
- «Квіти» (1980-ті);
- «Доярка Борисенко» (1983);
- «Професор Старченков» (1987);
- «У степах Приазов'я» (1991).

Співавтор мозаїчного панно екстер'єру кінотеатру імені Тараса Шевченка у Маріуполі (1966—1967; разом із Миколою Тихоновим та Яковом Райзіним).
Брав участь у обласних з 1957 року і республіканських виставках з 1960 року.
Деякі полотна художника зберігаються у Музеї історії комбінату Ілліча в Маріуполі, Донецькому і Харківському художніх музеях.